# Resul Pookutty
Resul Pookutty (Vilakkupara, 30 de maio de 1971) é um sonoplasta indiano. Venceu o Oscar de melhor mixagem de som na edição de 2009 por Slumdog Millionaire, ao lado de Richard Pryke e Ian Tapp.